# 普萊森特希爾 (北卡羅萊納州北安普頓縣)
普萊森特希爾（英語：Pleasant Hill）是位於美國北卡羅萊納州北安普頓縣的非建制地區。

## 歷史
普萊森特希爾的郵局自1828年營運至今。

## 地理
普萊森特希爾所處的海拔為高於海平面38米（即125英呎），而該地所採用的時區為UTC-5，即北美东部时区（EST）。同時該地設有夏令時間，為UTC-5調快一小時，即UTC-4（EDT）。